# Wild Things
Wild Things ist ein Erotik-Thriller aus dem Jahre 1998. In den Hauptrollen spielen Matt Dillon, Kevin Bacon, Denise Richards und Neve Campbell. In Nebenrollen sind Bill Murray, Theresa Russell und Robert Wagner zu sehen.
Der Film, der von einer sehr komplexen Handlung lebt, wurde unter anderem dadurch bekannt, dass seine Auflösung erst im Abspann erfolgt. Der Film nutzt somit Stilmittel des unzuverlässigen Erzählens.

## Handlung
Der attraktive Sport- und Vertrauenslehrer Sam Lombardo ist der Star an seiner Schule und Schwarm der weiblichen Schülerschaft. Dann wird er jedoch von Millionärstochter Kelly Van Ryan der Vergewaltigung beschuldigt. Dies löst zunächst einen Skandal aus, da Sam als der perfekte Pädagoge gilt. Vor der Gerichtsverhandlung gibt auch die aus ärmlichen Verhältnissen stammende Schülerin Suzie Toller an, von Sam vergewaltigt worden zu sein. Der Fall scheint zunächst klar.
Bei der Gerichtsverhandlung stellt Sams Anwalt Kenneth Bowden jedoch fest, dass Suzie noch nach der angeblichen Vergewaltigung freundschaftlichen Beistand bei ihrem Lehrer suchte. Er setzt sie im Zeugenstand unter Druck, bis sie zugibt, alles auf Kellys Weisung hin erfunden zu haben, da diese es nicht ertragen konnte, dass Sam ihre Mutter Sandra Van Ryan ihr gegenüber als Liebhaberin vorzog. Kelly greift sie daraufhin an, und es kommt zu einem Tumult im Gerichtssaal. Nach Einstellung des Verfahrens handeln Sams und Sandras Anwälte einen Vergleich aus, der dem fälschlicherweise beschuldigten Sam 8,5 Millionen Dollar aus Kellys Treuhandvermögen zuspricht.
Sam begibt sich daraufhin in ein Motel, wo Kelly und Suzie ihn bereits erwarten: Die drei haben alles eingefädelt, um an das Geld aus dem Treuhand-Fonds zu kommen, das Kelly sonst erst nach dem Tod ihrer Mutter erhalten hätte. Sam erklärt den beiden, dass sie sich nach dieser Nacht nie wieder treffen dürften, davor jedoch noch eine kleine Siegesfeier in Form eines „Flotten Dreiers“ feiern könnten.
Etwas später untersucht Sergeant Ray Duquette mit seiner Partnerin Gloria Perez den Fall und schildert ihr seinen Verdacht, dass Sam, Kelly und Suzie alles eingefädelt haben. Er bedrängt die drei, vor allem die scheinbar labile Suzie, was Kelly und Sam dazu bringt, sie aus dem Weg zu schaffen. Nur zwei ausgebrochene Zähne und etwas Blut werden von ihr gefunden. Ray befürchtet, dass auch Kelly Gefahr droht. Als er zum Anwesen der Van Ryans fährt, kommt es jedoch zu einem Schusswechsel: Ray wird in der Schulter getroffen und Kelly stirbt. Ray, der bereits zum zweiten Mal in Notwehr jemanden erschossen hat, wird ohne Anspruch auf Pension in den Ruhestand geschickt. Die Schuld für Suzies Tod wird Kelly zugeschoben, denn das Fahrzeug ihrer Mutter wurde als der Wagen identifiziert, in dem Suzies Leiche transportiert worden sein muss.
Sam hat sich mittlerweile in einem Strandhaus eingemietet, wo Ray ihn aufsucht. Dann die verblüffende Wende: Sie beglückwünschen sich zu ihrem geglückten Plan, auch wenn Sam seinen Unwillen über Kellys unplanmäßigen Tod zum Ausdruck bringt. Auf einem anschließenden Segelausflug will Sam schließlich Ray über Bord gehen lassen. Dieser klettert allerdings wieder aufs Boot und greift Sam an, wird jedoch dann plötzlich von der tot geglaubten Suzie mit einer Harpune getötet.
Detective Perez erfährt unterdessen von Suzies Pflegemutter die Wahrheit über ihren ehemaligen Partner: Ray hatte ein Verhältnis mit einem Mädchen aus den Everglades. Als ein Indianerjunge namens Davie ihn daran hindern wollte, sie zu verprügeln, erschoss Ray ihn einfach ohne Not. Suzie, die tatsächlich hochbegabte Zeugin des Verbrechens, ließ Ray wegen angeblichen Drogenmissbrauchs einsperren. Sie sann auf Rache und tüftelte den Plan aus.
Diesen vollendet Suzie derweil auf dem Boot, indem sie auch noch Sam mit Gift in seinem Drink umbringt. Wie einst die mythische Medea nach dem Mord an König Kreon fährt sie auf der Yacht, die passenderweise den Namen Helios trägt, davon.
In weiteren Szenen während des Abspanns sieht man in Rückblenden, wie die einzelnen Phasen von Suzies Plan ausgeführt wurden. In der letzten Szene des Abspanns übergibt der Anwalt Kenneth Bowden einen Koffer voller Bargeld an Suzie.

## Abspann
Ein besonderes Merkmal des Films ist die verschachtelte Handlung, die in Schlüsselszenen aufgelöst wird, welche erst im Abspann gezeigt werden:
1. Suzie kommt in Sams Büro und konfrontiert ihn mit kompromittierenden Fotos, die ihn beim Sex mit Kelly zeigen.
2. Suzie fädelt ein, dass Sam und Ray sich in einer Bar kennenlernen.
3. Sam soll Suzie gezielt zwei Zähne ausbrechen, um mit diesen ihren Tod vorzutäuschen; er bringt es aber nicht fertig, also tut sie es selbst.
4. Ray überrascht Kelly in ihrem Zimmer, schlägt und wirft sie zu Boden, erschießt sie und legt ihr eine Waffe aus dem Schrank in ihrem Zimmer in die Hand, mit der er sich in die Schulter schießt.
5. Suzie trifft sich in einer Strandbar mit Sams Anwalt Kenneth, der ihr einen Koffer mit Bargeld und einem Scheck überreicht. Die Szene deckt auf, dass die beiden die eigentlichen Drahtzieher der Ereignisse sind und als einzige den ganzen Plan kannten – und überlebten.

## Veröffentlichung
Im Jahr 2004 erschien in den USA eine so genannte Unrated-Version (engl. für ungeprüft) des Films auf DVD, in der es einige neue Erotik-, aber auch zusätzliche Handlungsszenen zu sehen gibt. Die für die Handlung wichtigste davon erläutert, dass Suzie eine uneheliche Tochter von Sandra Van Ryans Vater und somit Kellys Tante ist, weshalb sie eigentlich sogar einen legitimen Anspruch auf einen Teil des Van-Ryan-Vermögens gehabt hätte.
Die Unrated-Version fügt außerdem zwei weitere aufklärende Szenen in den Abspann ein:
0. Kelly lernt Sam in einer Bar in den Everglades kennen und nimmt mit ihm Drogen.
2.2 Sam und Kelly haben zu dem Zeitpunkt, als er sie angeblich vergewaltigte, einvernehmlichen Sex.

## Kritiken
Der Film erhielt überwiegend positive Kritiken und erreichte bei Rotten Tomatoes eine Bewertung von 64 %, basierend auf 58 Kritiken, und bei Metacritic einen Metascore von 52, basierend auf 20 Kritiken.

„Intelligente Genrevariation, die eine raffinierte Dramaturgie der Überraschungen entfaltet, um die Erwartungen und Sehgewohnheiten der Zuschauer auszuhebeln. Dabei erschöpft sich dieser Dekonstruktivismus freilich in momentaner Verblüffung, der weder ein emotionales noch ein intellektuelles Nachleben folgt.“

## Auszeichnungen
- Daphne Rubin-Vega wurde als Beste Nebendarstellerin mit dem Blockbuster Entertainment Award ausgezeichnet.
- Bill Murray wurde bei den Los Angeles Film Critics Association Awards 1998 als Bester Nebendarsteller ausgezeichnet.
- Denise Richards, Neve Campbell und Matt Dillon wurden bei den MTV Movie Awards in der Kategorie Bester Kuss nominiert.

## Fortsetzungen
Wild Things zog drei Fortsetzungen (Wild Things 2, Wild Things 3, Wild Things 4 – Foursome) nach sich, die dessen Handlung fast identisch kopieren, aber qualitativ nicht an das Original heranreichen. Im vierten Teil, an dem ab 2006 unter dem Arbeitstitel Backstabbers gearbeitet wurde, sollte zunächst wieder die Besetzung des ersten Teils auftreten. Er erschien 2010 jedoch mit Ashley Parker Angel und John Schneider in den Hauptrollen.

## Verschiedenes
In der Szene, in der die beiden Polizeibeamten Gloria Perez und Ray Duquette das Mädchen Suzie Toller in ihrem Wohnwagen zum Verhör aufsuchen, liest Suzie gerade den Roman Death on the installment plan von 1936 von Schriftsteller Louis-Ferdinand Céline. In Bezug auf das Buch und seinen Verfasser stellt das Mädchen zynisch fest: „Er hat genau geblickt, was für widerliche Flachwichser die Menschen doch sind.“ In deutscher Sprache erschien der Roman, der im französischsprachigen Original Mort à crédit heißt, unter dem Titel Tod auf Kredit. Außerdem läuft in diesem Augenblick der Song Not An Addict von K’s Choice auf der Musikanlage von Suzie.

## Synchronisation
Die Synchronisation des Films wurde bei der Neue Tonfilm München nach einem Dialogbuch und unter der Dialogregie von Matthias von Stegmann erstellt.
| Rolle                 | Schauspieler    | Synchronsprecher    |
| --------------------- | --------------- | ------------------- |
| Sam Lombardo          | Matt Dillon     | Christian Tramitz   |
| Sergeant Ray Duquette | Kevin Bacon     | Crock Krumbiegel    |
| Suzie Marie Toller    | Neve Campbell   | Veronika Neugebauer |
| Kelly Lanier Van Ryan | Denise Richards | Claudia Lössl       |
| Kenneth Bowden        | Bill Murray     | Arne Elsholtz       |
| Sandra Van Ryan       | Theresa Russell | Christina Hoeltel   |
| Tom Baxter            | Robert Wagner   | Hartmut Reck        |
| Bryce Hunter          | Jeff Perry      | Randolf Kronberg    |